# إيمانول غارسيا
إيمانول غارسيا (بالإسبانية: Imanol García Lugea)‏ (26 ديسمبر 1995 في إسبانيا - ) هو لاعب كرة قدم إسباني في مركز الوسط. لعب مع أوساسونا وأوساسونا ب وAD San Juan ‏.

## وصلات خارجية
- إيمانول غارسيا على موقع قاعدة بيانات كرة القدم.إي يو (الإنجليزية)
- إيمانول غارسيا على موقع Soccerway.com (الإنجليزية)
- إيمانول غارسيا على موقع AS.com (الإسبانية)